# Bonneville (Somme)
Pour les articles homonymes, voir Bonneville.

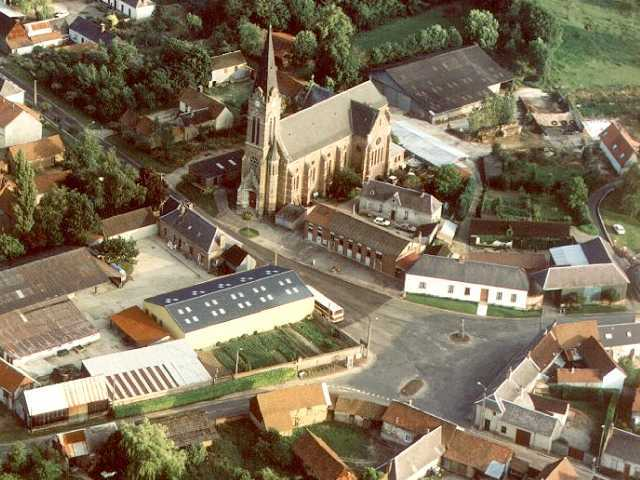
La place du village vue du ciel en 2012.

Bonneville est une commune française située dans le département de la Somme en région Hauts-de-France.

## Géographie

### Localisation
Bonneville est un village picard de l'Amiénois.
À vol d'oiseau, la localité est située à 8 km au sud-est de Bernaville, 9 km à l'est de Domart-en-Ponthieu , 11 km au sud-ouest de Doullens, 21 km au nord d'Amiens, 30 km à l'est d'Abbeville et à 44 km au sud-ouest d'Arras.
Le territoire de la commune est limitrophe de ceux de quatre communes.
Les communes limitrophes sont Canaples, Candas, Fieffes-Montrelet et Naours.

### Géologie et relief
Le territoire de Bonneville situé sur un plateau calcaire à 153 m d'altitude moyenne a une superficie de 1 020 hectares et des altitudes variant de 110 à 157 mètres : Le point culminant est situé au lieu-dit le Grand Champ, entre Candas et Valheureux, le point le plus bas se trouve au lieu-dit le Fossé des Camuches.
Le territoire est bordé de bois au sud, limitant les territoires de Canaples et de Naours.

### Hydrographie
La commune est située dans le bassin Artois-Picardie. Elle n'est drainée par aucun cours d'eau.

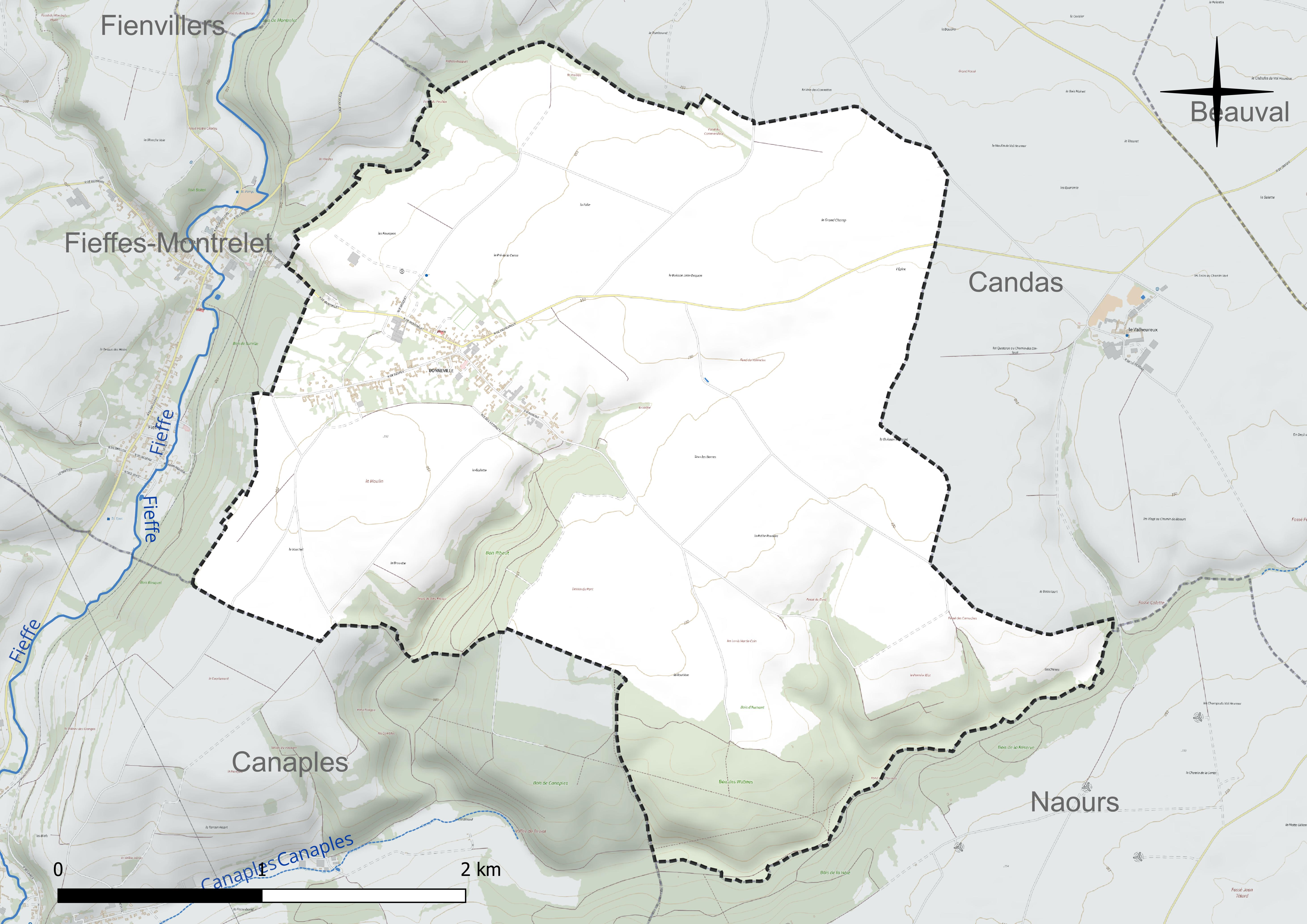
Réseau hydrographique de Bonneville.

### Climat
Pour des articles plus généraux, voir Climat des Hauts-de-France et Climat de la Somme.
En 2010, le climat de la commune est de type climat des marges montargnardes, selon une étude du CNRS s'appuyant sur une série de données couvrant la période 1971-2000. En 2020, Météo-France publie une typologie des climats de la France métropolitaine dans laquelle la commune est exposée à un climat océanique et est dans la région climatique Côtes de la Manche orientale, caractérisée par un faible ensoleillement (1 550 h/an) ; forte humidité de l'air (plus de 20 h/jour avec humidité relative > 80 % en hiver), vents forts fréquents.
Pour la période 1971-2000, la température annuelle moyenne est de 10 °C, avec une amplitude thermique annuelle de 14,1 °C. Le cumul annuel moyen de précipitations est de 871 mm, avec 12,8 jours de précipitations en janvier et 9,2 jours en juillet. Pour la période 1991-2020, la température moyenne annuelle observée sur la station météorologique la plus proche, située sur la commune de Bernaville à 8 km à vol d'oiseau, est de 10,4 °C et le cumul annuel moyen de précipitations est de 877,3 mm,. Pour l'avenir, les paramètres climatiques de la commune estimés pour 2050 selon différents scénarios d'émission de gaz à effet de serre sont consultables sur un site dédié publié par Météo-France en novembre 2022.

## Urbanisme

### Typologie
Au 1er janvier 2024, Bonneville est catégorisée commune rurale à habitat dispersé, selon la nouvelle grille communale de densité à sept niveaux définie par l'Insee en 2022.
Elle est située hors unité urbaine. Par ailleurs la commune fait partie de l'aire d'attraction d'Amiens, dont elle est une commune de la couronne,. Cette aire, qui regroupe 369 communes, est catégorisée dans les aires de 200 000 à moins de 700 000 habitants,.

### Occupation des sols
L'occupation des sols de la commune, telle qu'elle ressort de la base de données européenne d'occupation biophysique des sols Corine Land Cover (CLC), est marquée par l'importance des territoires agricoles (80 % en 2018), une proportion sensiblement équivalente à celle de 1990 (80,2 %). La répartition détaillée en 2018 est la suivante : 
terres arables (71,1 %), forêts (16,4 %), prairies (8,9 %), zones urbanisées (3,6 %). L'évolution de l'occupation des sols de la commune et de ses infrastructures peut être observée sur les différentes représentations cartographiques du territoire : la carte de Cassini (XVIIIe siècle), la carte d'état-major (1820-1866) et les cartes ou photos aériennes de l'IGN pour la période actuelle (1950 à aujourd'hui).

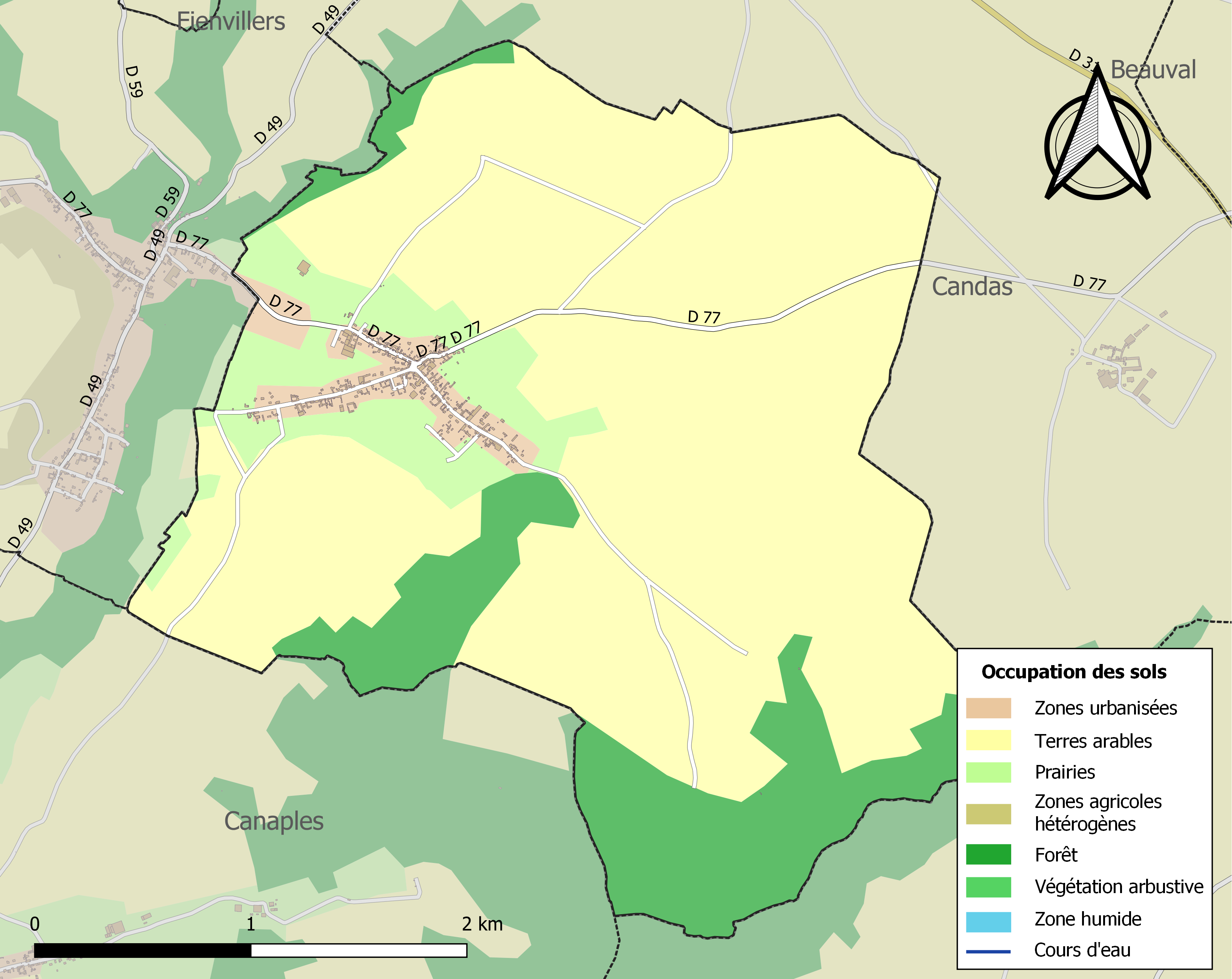
Carte des infrastructures et de l'occupation des sols de la commune en 2018 (CLC).

### Lieux-dits et écarts
Au remembrement de 1955, le territoire est divisé en 40 toponymes, ces noms sont tous antérieurs au cadastre de Napoléon Ier, plusieurs remontent au Moyen Âge.

### Voies de communications et transports
En 2019, la localité est desservie par la ligne d'autocars no 24 (Doullens - Domart-en-Ponthieu) du réseau inter-urbain Trans'80, Hauts-de-France, tous les jours sauf le dimanche et les jours fériés, la ligne no 25, le jeudi, jour de marché à Doullens et la ligne no 57 mène à Amiens.

## Toponymie
C'est aux environs du VIIe siècle que fut mentionné pour la première fois le nom de Bonna-villa ; puis Bona villa au XIIe siècle ; Bonneville en 1507 ; Boneville en 1733.
L'ancien français bonne avait déjà son sens actuel, et ville, qui est souvent issu en toponymie de son sens originel de « domaine rural » (du latin villa rustica), pourrait ici avoir le sens plus tardif de « village ».

## Histoire

### Moyen Âge
À la fin du VIIe siècle, l'abbaye Saint-Pierre de Corbie est propriétaire des terres de Bonneville. Dans une grande clairière de l'immense forêt de La Vicogne, allant de Bapaume à L'Étoile et de Outrebois à Naours, ces Bénédictins font  édifier un manoir à l'emplacement du château actuel. Ce manoir était initialement entouré de huit fermes. Lorsqu'il y eut 60 maisons, ils construisent une chapelle à l'entrée de la rue d'Aumont.
Lors des Invasions normandes, entre 881 et 900, de nombreux pillages ont lieu dans les villages environnants.
Le village aurait beaucoup souffert pendant la Guerre de Cent Ans, notamment en 1368 et 1387.
La première église, de style roman, est construite en 1085, avec une seule nef et un chœur. Le coq en haut du clocher culminait à 18 mètres.
Depuis les origines, c'était toujours un religieux bénédictin, Templier ou Hospitalier qui assure les offices catholiques  à Bonneville. L'église est restaurée en 1499.
Une léproserie, un couvent — celui des dames de Moreaucourt sur les terres d'Aumont — un prieuré et des moulins en pierre ont existé à Bonneville, ainsi que des souterrains refuges dont il est fait mention en 1697. De tout cela il ne reste aucune trace.

#### Les Templiers et les Hospitaliers
En 1197, les Templiers installés à Fieffes succèdent aux Bénédictins et font de Bonneville une succursale. L'ordre des Templiers est supprimé en 1311 par le pape Clément V. Leurs biens passent aux mains des Hospitaliers de l'ordre de Saint-Jean de Jérusalem. Le maître prend alors le titre de commandeur de Fieffes et Bonneville.
Au XVe siècle Bonneville était une dépendance de Fieffes. Les habitants de la paroisse devaient donner au commandeur une gerbe de blé pour chaque maison et cela pour avoir une messe les dimanches et aux fêtes solennelles dans leur chapelle du village. Mais pour les fêtes de Pâques, de Noël et de la saint Pierre où ils devaient venir dans l'église paroissiale de Fieffes.

### Époque moderne
Pendant les Guerres de Religion (France), de 1570 à 1590, peu de heurts nous sont parvenus, malgré la présence d'une forte communauté protestante.
Lors de la Guerre de Trente Ans, le terrible Jean de Werth à la tête des Espagnols pille le village.
La paroisse est créée en 1759' par Mgr de la Motte, évêque d'Amiens dont le premier curé officiel est l'abbé Fayel. De 1698 à 1937, 24 curés sont en poste à Bonneville.
Une école est signalée en 1770. Dirigée par une religieuse, cette école est à la Révolution.
Jusqu'en 1792, Bonneville a vécu sous le régime des seigneurs Riqueval, qui  exercent encore aujourd'hui une grande influence dans la communauté bonnevilloise[réf. souhaitée].

### Époque contemporaine
Au début de la période révolutionnaire, de 1789 à 1799, les villageois, attachés à leurs convictions religieuses et respectueux du seigneur de Bonneville, restent calmes. Néanmoins, les biens seigneuriaux (le château et  57 hectares de terres) sont vendus le 19 septembre 1792  comme biens nationaux.
A la fin de l'épopée napoléonienne, lors de la Campagne de France, le village est occupé et pillé par les cosaques en 1814.
Quatre soldats originaires du village sont tués aux campagnes de Napoléon

#### Restauration et monarchie de Juillet
Au début du XIXe siècle, on en compte 115 pratiquants du culte réformé qui célébraient leur culte dans une maison de la rue de Fieffes. Leurs grandes cérémonies avaient lieu à Havernas, alors que le pasteur résidait à Contay.
La première école officielle est ouverte en 1822 dans une maison de la rue d'Aumont. Placée sous le contrôle ecclésiastique, elle n'est pas laïque et, en 1830 un scandale éclate dans l'église entre l'abbé Lambert et l'instituteur Jules Vésier. Ils sont tous deux révoqués par Mgr Gallien de Chambon, évêque d'Amiens. En 1840, Mlle Florine Titren obtient l'autorisation d'ouvrir à ses frais, dans sa maison de la rue de Fieffes, une classe pour les jeunes filles. Les classes se déroulaient du 1er octobre au 31 mai.
En 1835, le conseil[Lequel ?] s'inquiète de la vétusté de l'église et décide de la consolider, ce qui ne suffit pas, puisqu'en 1853, un architecte conseil de démolir l'église qui se dégrade de plus en plus.

#### Second Empire et guerre de 1870-1871
Le premier instituteur laïc est nommé le 1er octobre 1863, et, en 1864, une bibliothèque est ouverte, les premiers cours d'adultes sont donnés. Toutefois, en 1868, le préfet ordonne la fermeture de l'école qui tombe en ruines. La commune achète un terrain au milieu de la rue de Montrelet, pour y construire des classes garçons et filles avec logement de fonction et mairie. Les travaux commencent en octobre, permettant l'ouverture du nouvel équipement le 1er octobre 1870.
Lors de la Guerre franco-allemande de 1870, les Prussiens occupent  le village en 1871 et commettent des exactions. Deus soldats originaires de la commune sont tués pendant la guerre.

#### Début de laIIIeRépublique et Première Guerre mondiale
En exécution des Lois Jules Ferry, l'enseignement devient laïc, obligatoire et gratuit en 1882. L'instituteur devient alors un personnage important du village et est souvent le bras droit du maire, souvent secrétaire de mairie.
Compte tenu du mauvais état de l'église, signalé depuis des décennies, Sulpice Lefèvre, alors maire, fait don en 1874 de son manoir à l'entrée droite de la rue d'Aumont, à condition d'y construire une église. Le manoir devra servir de presbytère. En 1894, l'ancienne église menace de s'écrouler. Le conseil[Lequel ?] décide la construction d'une nouvelle. Un premier plan est soumis, tenant compte d'une population de 785 habitants dont environ 500 fidèles, mais ce projet, jugé trop onéreux, est refusé en 1895 et un second projet est établi et approuvé. Le chantier débute le 8 novembre 1895 et la nouvelle église est consacrée le 7 août 1898. L'ancien édifice est démonté en  1899 et ses gravats servent au nivellement de la place.
Un soldat de la commune est tué en 1885 lors de l'Expédition du Tonkin.
Pendant la Première Guerre mondiale, les soldats anglais et américains cantonnent jusqu'en 1919. L'église est bombardée en 1918 par un avion allemand. Trente Bonnevillois sont morts pour la France pendant la Grande Guerre.

#### Seconde Guerre mondiale
Pendant la Drôle de guerre, en 1939-1940, les soldats anglais cantonnent quelque temps dans le village, mais, lors de la campagne de France, le 20 mai 1940, les Allemands arrivent dans le village et l'occupent durant l'été jusqu'en août 1944.
Deux des quatre clochetons s'écrasent de l'église au sol à la suite d'une tempête. On pose trois vitraux dans le chœur, au centre sainte Anne, patronne de la paroisse, à gauche la Vierge et l'Enfant offert par la famille Outrebon-Lamory, à droite saint Joachim offert par la famille Gustave Vignon.
Le 16 août 1944, à quelques jours de la Libération, alors que  la commune était occupée par un détachement de l'armée allemande et de soldats de la Waffen-SS remontant du sud de la France stationnés à Montrelet, vers 19 heures, un jeune homme du village, Guy Lacroix, tire sans l'atteindre sur un sous-officier allemand qui descendait la côte de Montrelet. L'auteur est arrêté et, sous la torture dénonce six de ses camarades qui sont arrêtés. Dans un bâtiment de l'usine Wattine à Montrelet, ils sont martyrisés toute la nuit. À l'aube, dans un état lamentable, les SS les conduisent à Bonneville au lieu-dit la Marlière et les fusillent dans un trou de bombe. Deux jours après, clandestinement, les Allemands transportent leurs cadavres dans le bois d'Acheux-en-Amiénois. Le 13 septembre suivant, leurs corps sont découverts, criblés de balles, les yeux encore bandés et les mains liées dans le dos avec du fil de fer. Leurs obsèques sont célébrées, le 16 septembre 1944,. Outre ces 7 suppliciés, 3 habitants de la commune sont morts pendant la guerre.
En 1945, de nombreux prisonniers rentrent de captivité.
Bonneville est décorée de la Croix de guerre 1939-1945 avec étoile de bronze le 11 novembre 1948

## Politique et administration

### Rattachements administratifs et électoraux
Rattachements administratifs
La commune se trouve depuis 1926 dans l'arrondissement d'Amiens du département de la Somme.
Elle faisait partie depuis 1801 du canton de Domart-en-Ponthieu. Dans le cadre du redécoupage cantonal de 2014 en France, cette circonscription administrative territoriale a disparu, et le canton n'est plus qu'une circonscription électorale.
Rattachements électoraux
Pour les élections départementales, la commune fait partie depuis 2014 du canton de Doullens
Pour l'élection des députés, elle fait partie de la première circonscription de la Somme.

### Intercommunalité
Bonneville était membre de la communauté de communes du Bernavillois, un établissement public de coopération intercommunale (EPCI) à fiscalité propre créé fin 1999 et auquel la commune avait transféré un certain nombre de ses compétences, dans les conditions déterminées par le code général des collectivités territoriales.
Dans le cadre des dispositions de la loi portant nouvelle organisation territoriale de la République du 7 août 2015, qui prévoit que les établissements publics de coopération intercommunale (EPCI) à fiscalité propre doivent avoir un minimum de 15 000 habitants, cette petite intercommunalité a fusionné avec ses voisines pour former, le 1er janvier 2017, la communauté de communes du Territoire Nord Picardie dont est désormais membre la commune.

## Population et société

### Démographie
L'évolution du nombre d'habitants est connue à travers les recensements de la population effectués dans la commune depuis 1793. Pour les communes de moins de 10 000 habitants, une enquête de recensement portant sur toute la population est réalisée tous les cinq ans, les populations de référence des années intermédiaires étant quant à elles estimées par interpolation ou extrapolation. Pour la commune, le premier recensement exhaustif entrant dans le cadre du nouveau dispositif a été réalisé en 2008.

En 2022, la commune comptait 331 habitants, en évolution de +0,3 % par rapport à 2016 (Somme : −1,26 %, France hors Mayotte : +2,11 %).
| 1793 | 1800 | 1806 | 1821 | 1831 | 1836 | 1841 | 1846 | 1851 |
| ---- | ---- | ---- | ---- | ---- | ---- | ---- | ---- | ---- |
| 715  | 768  | 766  | 797  | 843  | 844  | 853  | 845  | 888  |

| 1856 | 1861 | 1866 | 1872 | 1876 | 1881 | 1886 | 1891 | 1896 |
| ---- | ---- | ---- | ---- | ---- | ---- | ---- | ---- | ---- |
| 929  | 959  | 977  | 879  | 842  | 760  | 753  | 771  | 709  |

| 1901 | 1906 | 1911 | 1921 | 1926 | 1931 | 1936 | 1946 | 1954 |
| ---- | ---- | ---- | ---- | ---- | ---- | ---- | ---- | ---- |
| 640  | 578  | 552  | 435  | 419  | 412  | 388  | 404  | 367  |

| 1962 | 1968 | 1975 | 1982 | 1990 | 1999 | 2006 | 2008 | 2013 |
| ---- | ---- | ---- | ---- | ---- | ---- | ---- | ---- | ---- |
| 337  | 381  | 346  | 352  | 346  | 348  | 352  | 353  | 335  |

| 2018 | 2022 | - | - | - | - | - | - | - |
| ---- | ---- | - | - | - | - | - | - | - |
| 333  | 331  | - | - | - | - | - | - | - |

### Enseignement
La compétence scolaire est gérée par la communauté de communes.

### Sports
Le football peut être pratiqué au sein de l' Association Bonneville - Candas - Fienvillers -Fieffes-Montrelet (ABC2F) qui évolue sur le terrain de football de Candas. Un pôle d'accueil communal est inauguré en 2019.
Une salle permet l'utilisation par les associations locales.

### Autres équipements

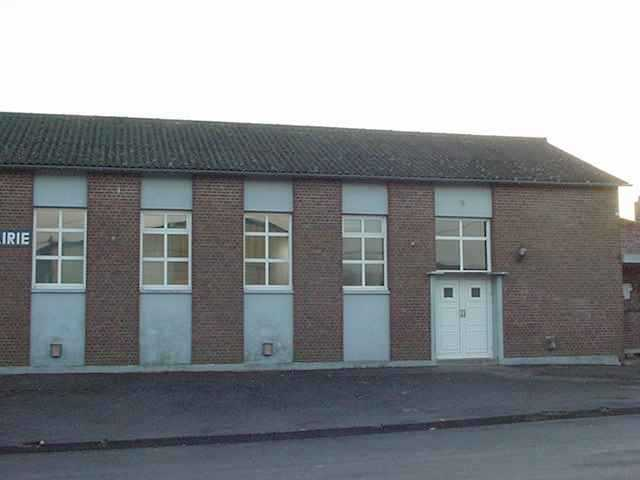
La salle des fêtes du village.

## Culture locale et patrimoine

### Lieux et monuments
- Église Sainte-Anne, conçue par l'architecte Paul Delefortrie a été ouverte au culte le 7 août 1898. Ses cloches sont baptisées en 1900 et portent les inscriptions suivantes : 
  - la grosse : Je me nomme Charlotte-Oportune, parrain Charles Saint, marraine Oportune Saint son épouse.
  - la moyenne : Je me nomme Gustavie-Alexandrine, parrain Gustave Vignon, marraine Alexandrine Macque.
  - la petite : Je me nomme Georgette-Claire, parrain Georges Saint, marraine Claire Boursin.

Le clocher est orné en 1904 d'une orloge à quatre quadrants.

L'église Sainte-Anne
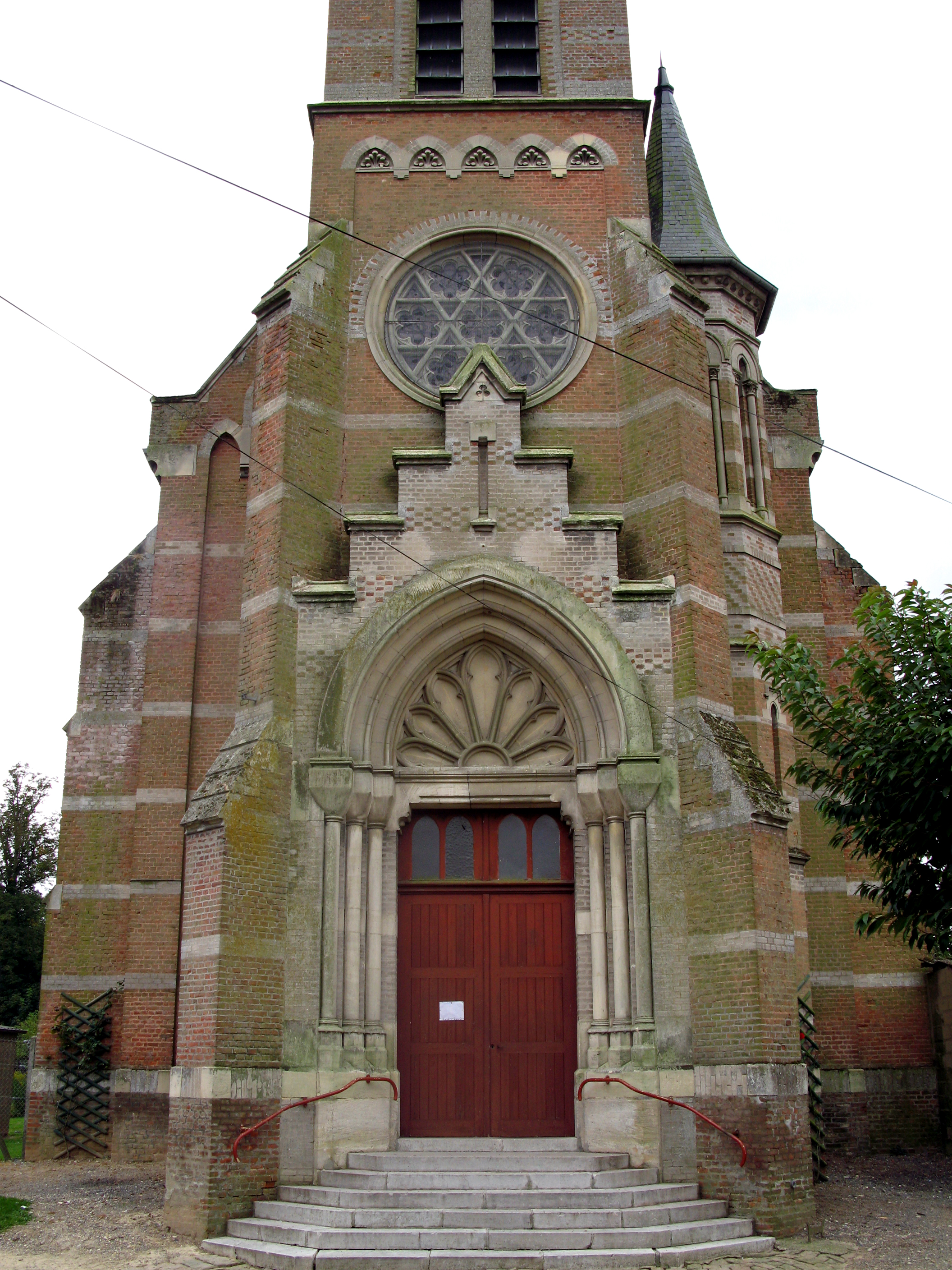
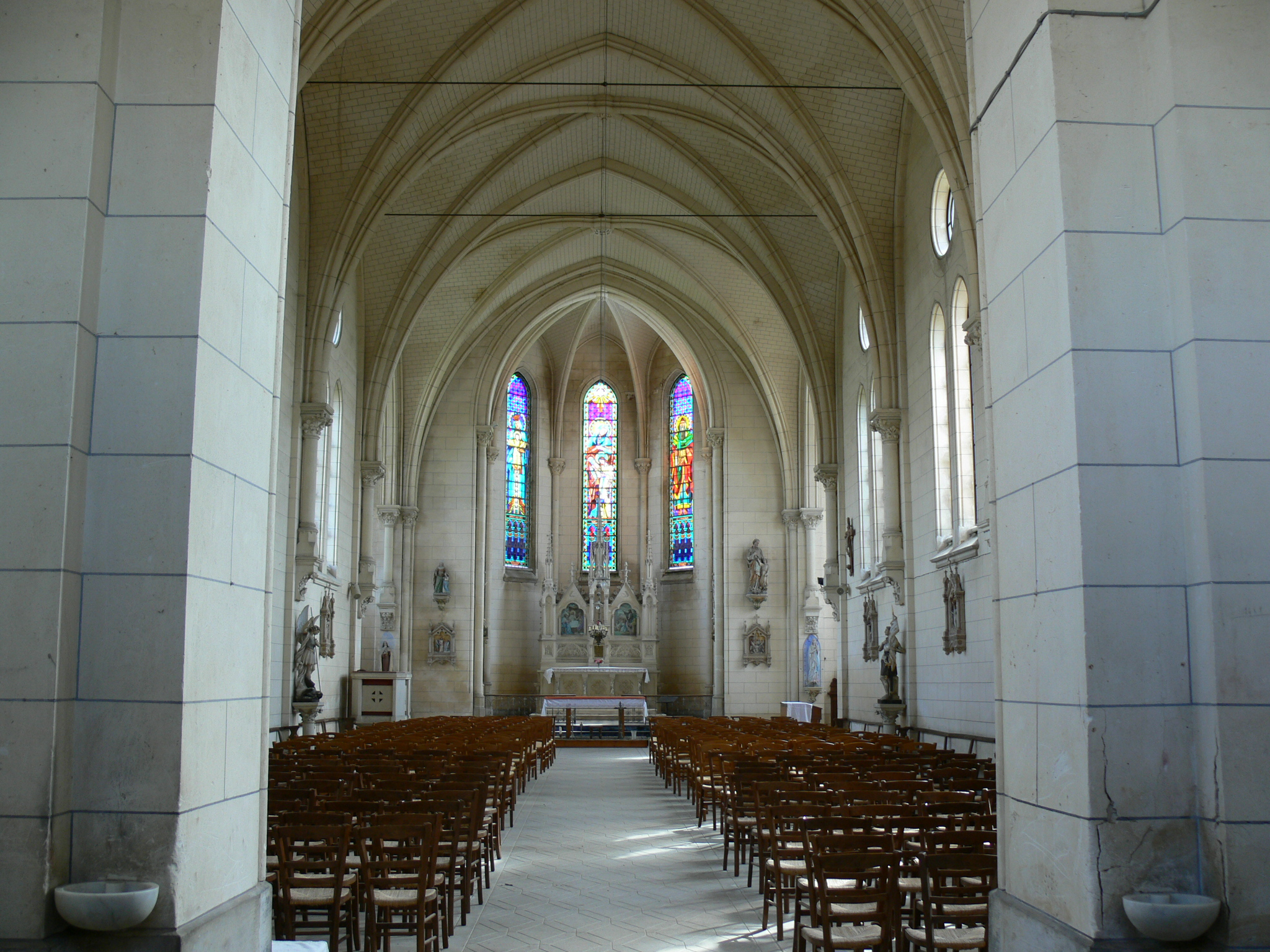
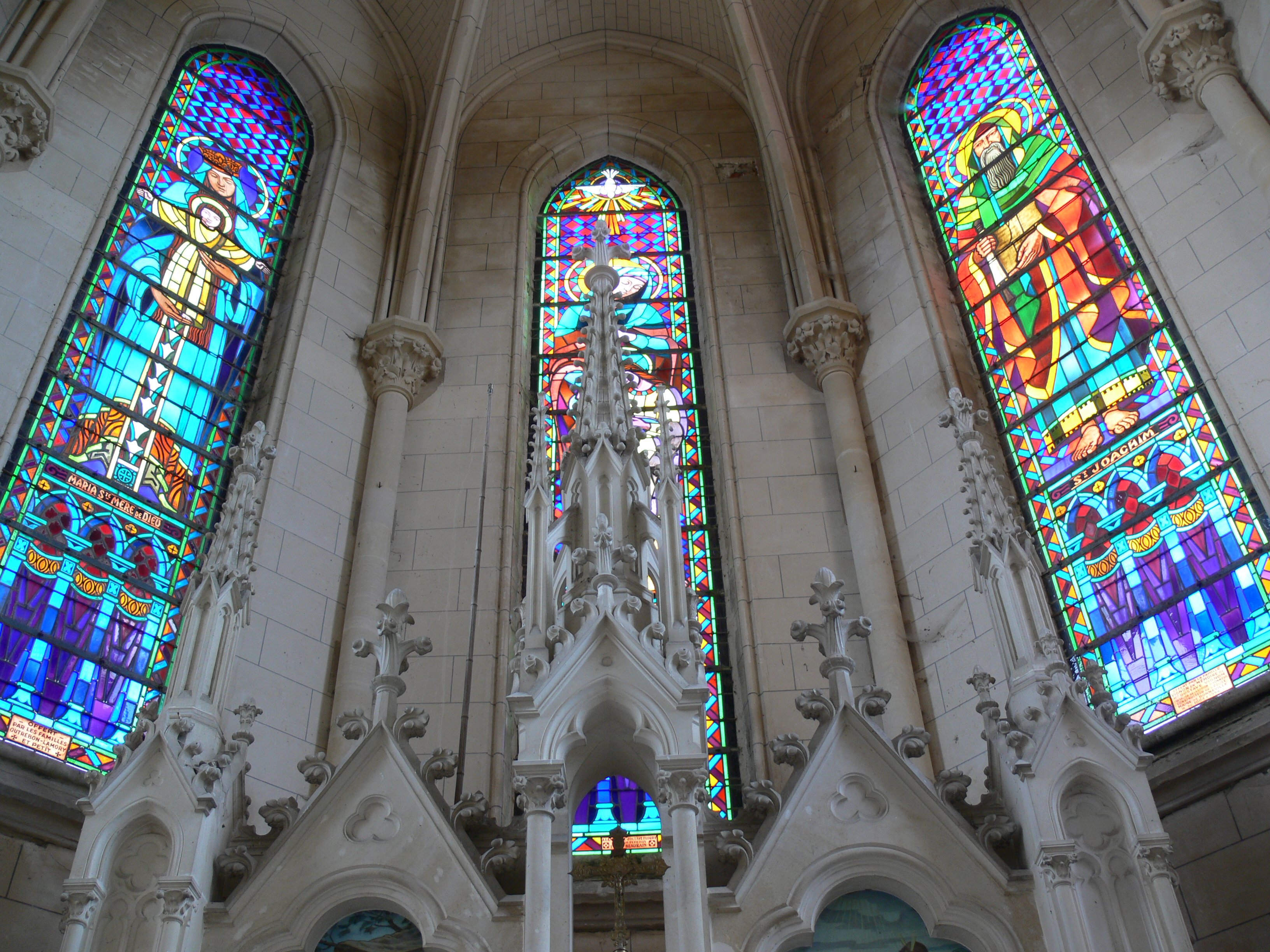
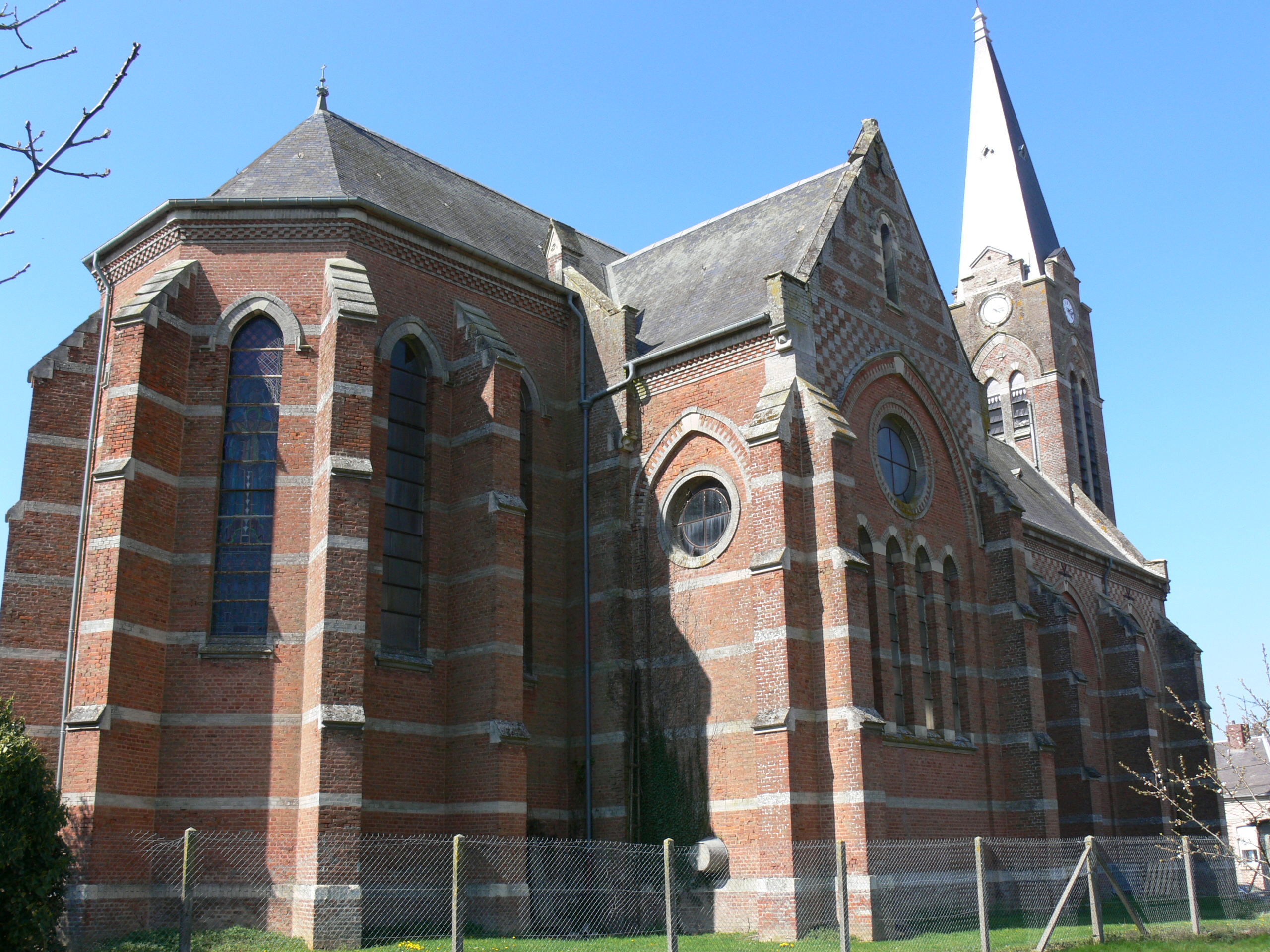
Le chevet de l'église
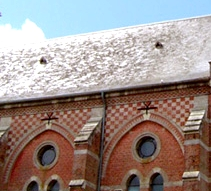
Détail du motif en damier.
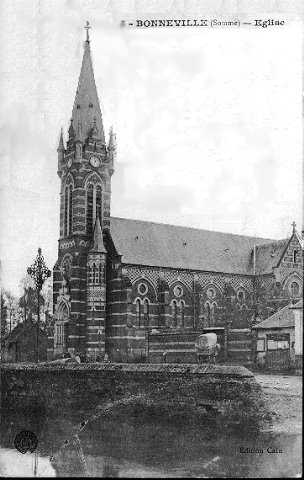
L'église telle qu'elle était à l'origine avec ses 4 clochetons.

- Stèle aux sept suppliciés du 16 août 1944 : 
En 1948, à l'initiative du maire André Riquier, un monument à la mémoire des sept jeunes gens de la commune suppliciés par les Allemands le 16 août 1944 est édifié sur les lieux du supplice, le terrain ayant été offert par Charles Petit.
Le monument a été ensuite déplacé pour en faciliter l'accès. Situé près du cimetière communal, on y parvient par une allée en escalier, baptisée allée des Martyrs. Pour protéger le lieu, le trou de bombe a été clôturé.
En 2008, le conseil municipal a décidé de rénover l'allée des Martyrs. Après travaux, la nouvelle allée a été inaugurée le 2 mai 2010[23].

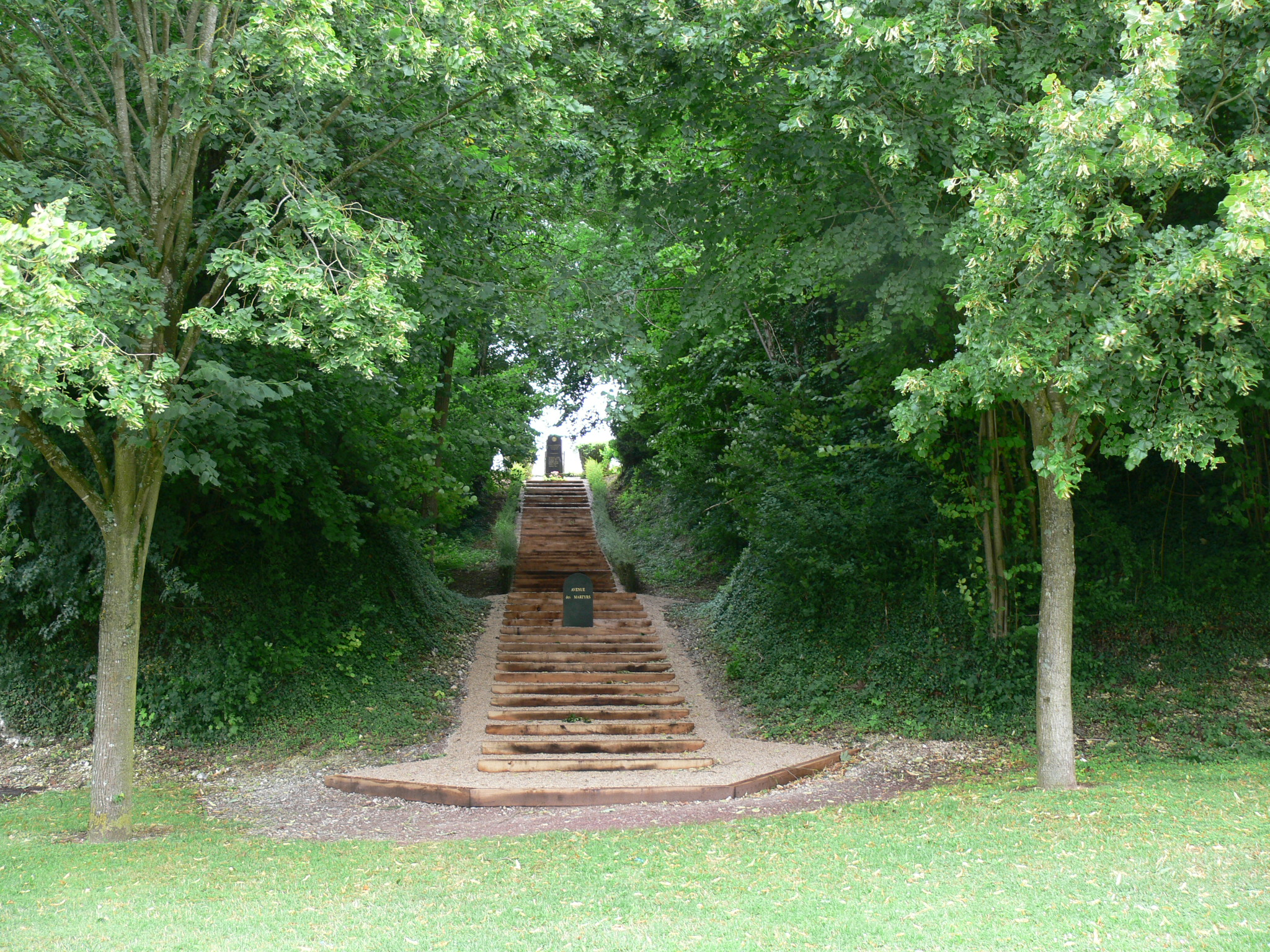
L'Allée des Martyrs
Stèle des Martyrs de 1944.

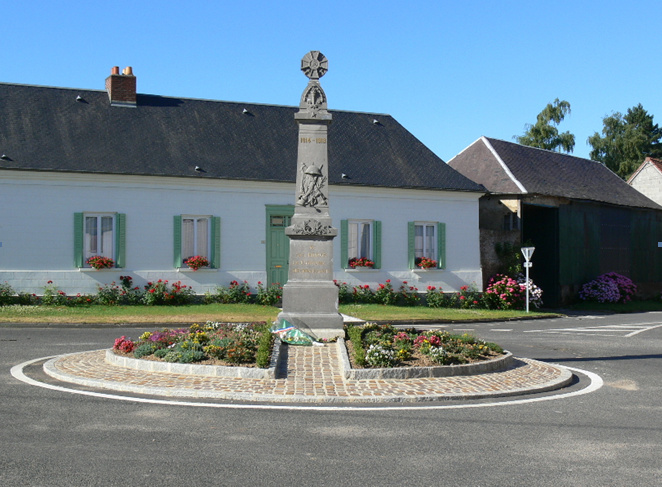
Le monument aux morts, près de l'église.

- Monument aux morts.

### Personnalités liées à la commune
- Le dernier curé du village est l'abbé Caron (1918-1937). Depuis des desservants se succédèrent, abbé Lemaire en 1937, abbé Pérot en 1941, abbé Mansard en 1974.
- Les 7 suppliciés de Bonneville, exécutés par les Nazis le 17 août 1944[23] : 
  - Adrien Dufrénoy (19 ans) ;
  - René Jolibois (19 ans) ;
  - Guy Lacroix (18 ans) ;
  - Roger Mercier (18 ans) ;
  - Léon Titren (21 ans) ;
  - Georges Titren (16 ans) ;
  - Jean Vasseur (21 ans).

## Pour approfondir